# 楊三郎 (畫家)
楊三郎（1907年10月5日—1995年5月6日），原名楊佐三郎，新北市永和區人，臺灣畫家。其作品主要以風景為創作題材，深受法國印象派的影響，表現出柔和浪漫和寫實的個人風格。

## 生平

### 身世
祖父楊克彰在清朝時是當地的一名貢生，父親楊仲佐是詩人，「十五能文，二十能詩」，著有詩集，也是園藝家，同時也是販賣菸酒的商人，財力雄厚且政商關係良好，娶了曾任三芝庄協議員（曾慶餘—曾文惠之父）的姐姐曾淑人。楊三郎為楊仲佐三子。:36

### 童年
楊三郎在1907年10月5日出生。在就讀小學（小6以前）時，因往返學校與家裡時會經過一間文具店，店外經常陳列著鹽月善吉的油畫，據說因此受到影響，立志成為畫家。就讀小學四年級時，當時台灣有流行性傳染病暴發，學校單位規定學生自備玻璃瓶到校取藥，楊三郎在沖洗瓶子時，不慎被破裂的玻璃瓶插進右手中指，後因細菌感染，在台大醫院進行截指治療。楊三郎在家人反對他習畫的情形下，用幫忙家中菸酒配銷事業所儲蓄的零用錢，計畫到日本留學。

### 赴日留學及返台協助家業經營
1923年，楊三郎搭上台灣商船稻葉丸前往日本留學，原於日本京都市立美術工藝學校就讀，隔年即轉學至京都關西美術院，原本打算半工半讀完成學業，後來獲得家人的諒解並給予經濟援助。1927年，楊三郎就讀關西美院三年級時，父親替他的畫作「復活節時候」報名參加台灣美術展覽會，與李石樵、李梅樹、陳澄波、顏水龍、廖繼春等名畫家同時入選，此畫作由官方以75日圓買入並收藏。1928年，楊三郎畢業後回到台灣。一方面協助父親經營家業，另一方面與陳植棋、陳澄波等畫友繼續精研畫技。隔年，其作品「靜物」即獲選為台展特選第一名，並與同在日本留學的許玉燕女士結婚。

### 赴法國留學
昭和七年（1932年）與劉啟祥同船前往法國留學，其作品「賽納河」亦於此時入選了法國秋季沙龍。昭和九年（1934年），自法國返台後，即與顏水龍、李梅樹、李石樵、廖繼春、陳澄波、陳清汾、立石鐵臣等7位畫家致力於台陽美術協會的籌備，台陽美術協會於1933年在台北鐵路飯店正式成立，並開始策畫台美展，為台灣藝術的推廣盡心。

### 展覽籌備、審議、諮詢
1945年戰後，楊三郎被台灣省行政長官聘為台灣省美術展覽（省美展）的籌備委員，並在同年10月22日在台北市中山堂舉辦首屆由政府官方主辦的展覽。1955年，擔任國內外評審委員、評議委員、諮詢等。1957年，曾任行政長官公處諮議，省展準備委員會主任。

### 晚年
楊三郎在70歲時失聰，但仍然時常和妻子許玉燕一同到世界各地寫生，足跡踏遍美國、歐洲、日本等地。1987年，參加中華民國現代十大美術家聯展於日本。1991年7月25日，楊三郎美術館在家鄉永和開幕，開私人美術館之先 ，由李登輝題字。楊三郎為李登輝夫人曾文惠的表哥，李登輝自臺北市長起 ，凡楊三郎的畫展，必親至看畫。李登輝就任總統後，楊三郎不敢張揚他是總統夫人的表哥，但李登輝為表親切，喜歡對楊氏夫婦說「我們是親戚喔！」。:361995年，楊三郎獲中國文藝協會頒發的中國文藝獎章榮譽文藝獎章的油畫創作獎；同年因肝炎而與世長辭，享壽88歲。

## 作畫風格
楊三郎深受法國印象派的影響，繪畫以山林風景主題最多，其次則為靜物、人物。使用色彩鮮豔多變，尤其受莫內、柯洛兩人影響最深。藝評家林惺嶽曾評價：
「性格豪放爽朗、下筆奔放，不拘泥於細部描繪而追求大張力，因此能夠呈現大自然無比的氣勢。」

## 流行文化

### 影視作品
- 2016年 電視劇《紫色大稻埕》，由葉文豪飾演。